# Oksana Arbouzova
Pour les articles homonymes, voir Arbouzova.
Oksana Vladimirovna Arbouzova (en russe : Оксана Владимировна Арбузова), née le 24 avril 1973 à Moscou (URSS), est une actrice soviétique puis russe.

## Biographie
Oksana Arbouzova est la cadette des deux enfants de Valentina et Vladimir Arbouzov. À l'âge de quatorze ans elle est repérée par un chasseur de têtes du Mosfilm lorsqu'elle joue dans le spectacle d'un studio dramatique amateur. On l'invite ensuite pour le rôle dans le mélodrame Katenka de Leonid Belozorovitch (ru) où elle joue aux côtés de Maïa Boulgakova. Deux ans plus tard elle apparait dans Avaria, fille d'un flic de Mikhail Tumanishvili (en), l'un des premiers thrillers du cinéma soviétique, qui lui apporte une grande popularité. Elle fait ses études dans la classe de Sergueï Soloviov à l'Institut national de la cinématographie et en sort diplômée en 1995.
Oksana Arbouzova est mariée à l'acteur Ivan Okhlobystine, qu'elle a rencontré dans une église au cours d'un office religieux depuis 1995, et avec qui elle a eu quatre filles : Anfisa (née le 6 août 1996), Evdokia (née le 2 novembre 1997), Varvara (née le 9 mars 1999) et Ioanna (née le 17 août 2002), et deux fils : Vassili (né le 5 mars 2001) et Seva (né le 22 mars 2006).
Après son mariage elle a changé son nom en Oksana Okhlobystina et décidé de se retirer de l'industrie cinématographique, déclarant qu'être mère est le plus beau rôle que la vie lui a donné. Néanmoins, on la revoit encore à l'écran dans le mélodrame familial d'Ilia Litvak Sophie en 2007.

## Filmographie

### Au cinéma
- 1987 : Katenka (Катенька) de Leonid Belozorovitch (ru) : Katenka
- 1989 : Avaria, fille d'un flic (Авария — дочь мента, Avaria - doch menta) de Mikhail Tumanishvili (en) : Valeria 'Avaria'
- 1989 : Illusion (Navazhdeniye) de Nikolaï Stamboula (ru) : Maïka
- 1989 : Made in USSR (Сделано в СССР) de Vladimir Chamchourine (ru) et Sviatoslav Tarakhovski : Katia
- 1990 : Sex & Perestroika de Francis Leroi et Francois Jouffa : Galya, mannequin
- 1991 : Les Migrants (Мигранты, Migranty) de Valery Priomykhov : Pauline
- 1991 : Wolfhound (Волкодав) de Mikhail Tumanishvili (en) : la prostituée
- 1992 : Voir Paris et mourir (Увидеть Париж и умереть, Uvidet Parizh i umeret) d'Alexandre Prochkine : Liouda
- 1992 : Zigzag masculin (Мужской зигзаг, Muzhskoy zigzag) de Youri Rogozine : Anna Egorova
- 1993 : Testament de Staline (Завещание Сталина, Zaveshchanie Stalina) de Mikhail Tumanishvili (en) : Zhenia
- 1997 : Ah, pourquoi cette nuit (Ах, зачем эта ночь…, Akh, zachem eta noch...) de Boris Blank (ru)
- 1999 : Qui, sinon nous (Кто, если не мы, Kto, esli ne my) de Valery Priomykhov : sœur de Tolik
- 2007 : Sophie (Софи) d'Ilia Litvak : la mère de Zhenia
- 2019 : Kholop (Холоп) de Klim Chipenko